# Movimento Democratico del Mozambico
Il Movimento Democratico del Mozambico (in portoghese: Movimento Democrático de Moçambique - MDM) è un partito politico mozambicano di orientamento cristiano-democratico fondato nel 2009 da Daviz Simango, già sindaco di Beira ed esponente di Resistenza Nazionale Mozambicana.

## Risultati elettorali
| Elezione         | Voti    | %    | Seggi    |
| ---------------- | ------- | ---- | -------- |
| Legislative 2009 | 152.836 | 3,93 | 8 / 250  |
| Legislative 2014 | 385.683 | 8,47 | 17 / 250 |
| Legislative 2019 | 254.290 | 4,19 | 6 / 250  |

| Elezione           | Candidato     | Voti    | %    | Esito         |
| ------------------ | ------------- | ------- | ---- | ------------- |
| Presidenziali 2009 | Daviz Simango | 340.579 | 8,59 | ❌ Non eletto |
| Presidenziali 2014 | Daviz Simango | 314.759 | 6,36 | ❌ Non eletto |
| Presidenziali 2019 | Daviz Simango | 273.599 | 4,33 | ❌ Non eletto |